# LA Galaxy 2012
Questa voce raccoglie le informazioni riguardanti il LA Galaxy nelle competizioni ufficiali della stagione 2012.

## Stagione
Trascorsi i canonici quattro mesi dalla vittoria della MLS Cup, i Galaxy stentano all'inizio della stagione facendo registrare otto sconfitte nelle prime quindici giornate di campionato. A fine stagione si classificano ottavi, quarti nella Western Conference, e raggiungono i play off; battono al primo turno i Vancouver Whitecaps, S.J. Earthquakes in semifinale e il Seattle Sounders in finale di conference. Il 1º dicembre conquistano la quinta MLS Cup battendo in finale l'Houston Dynamo per 3-1.

## Organico
Di seguito la rosa aggiornata al 25 marzo 2012.

### Rosa 2012
| N. |                          | Ruolo | Calciatore                |
| -- | ------------------------ | ----- | ------------------------- |
| 1  | Stati Uniti (bandiera)   | P     | Bill Gaudette             |
| 2  | Stati Uniti (bandiera)   | D     | Todd Dunivant             |
| 3  | Brasile (bandiera)       | D     | David Lopes               |
| 4  | Stati Uniti (bandiera)   | D     | Omar Gonzalez             |
| 5  | Stati Uniti (bandiera)   | D     | Sean Franklin             |
| 6  | Stati Uniti (bandiera)   | C     | Bryan Jordan              |
| 7  | Irlanda (bandiera)       | A     | Robbie Keane              |
| 8  | Brasile (bandiera)       | C     | Marcelo Sarvas            |
| 9  | Stati Uniti (bandiera)   | A     | Chad Barrett              |
| 10 | Stati Uniti (bandiera)   | C     | Landon Donovan (capitano) |
| 11 | Stati Uniti (bandiera)   | A     | Pat Noonan                |
| 12 | Stati Uniti (bandiera)   | P     | Josh Saunders             |
| 15 | Nuova Zelanda (bandiera) | C     | Daniel Keat               |
| 16 | Stati Uniti (bandiera)   | C     | Héctor Jiménez            |
| 17 | Stati Uniti (bandiera)   | A     | Adam Cristman             |

| N. |                          | Ruolo | Calciatore       |
| -- | ------------------------ | ----- | ---------------- |
| 18 | Stati Uniti (bandiera)   | C     | Mike Magee       |
| 19 | Brasile (bandiera)       | C     | Juninho          |
| 20 | Stati Uniti (bandiera)   | D     | A. J. DeLaGarza  |
| 21 | Stati Uniti (bandiera)   | D     | Tommy Meyer      |
| 22 | Brasile (bandiera)       | D     | Leonardo         |
| 23 | Inghilterra (bandiera)   | C     | David Beckham    |
| 24 | Stati Uniti (bandiera)   | P     | Bryan Perk       |
| 25 | Messico (bandiera)       | C     | Rafael Garcia    |
| 26 | Stati Uniti (bandiera)   | C     | Michael Stephens |
| 28 | Stati Uniti (bandiera)   | C     | Kyle Nakazawa    |
| 29 | Nuova Zelanda (bandiera) | D     | Andrew Boyens    |
| 32 | Stati Uniti (bandiera)   | A     | Jack McBean      |
| 33 | Stati Uniti (bandiera)   | C     | José Villarreal  |
| 34 | Stati Uniti (bandiera)   | C     | Kenney Walker    |
| 35 | Stati Uniti (bandiera)   | D     | Bryan Gaul       |